# Andrew Weaver
Andrew Teisher Weaver (nascido em 12 de fevereiro de 1959) é um ex-ciclista olímpico estadunidense. Representou sua nação nos Jogos Olímpicos de Verão de 1984, em Los Angeles, onde conquistou uma medalha de bronze.